# بیندرنهایم
بیندرنهایم (به فرانسوی: Bindernheim) یک کمون در فرانسه است که در Unterelsaß واقع شده‌است. بیندرنهایم ۶٫۶۲ کیلومتر مربع مساحت دارد.